# 邓文
邓文（1965年—），广西南宁人，壮族，中华人民共和国政治人物、第十一届全国人民代表大会广西地区代表。
毕业于中国科学院金属研究所材料物理专业。担任广西大学物理科学与工程技术学院物理学教授。2008年起担任全国人大代表。